# ビジネスフラッシュ (千葉テレビ放送)
『ビジネスフラッシュ 〜企業が輝くとき〜』（ビジネスフラッシュ きぎょうがかがやくとき）は、千葉テレビ放送（チバテレ）で2013年4月6日 - 2018年4月28日まで放送されていたビジネス情報番組である。2018年6月2日から2019年12月21日は、番組名をビジネスビジョンと変更し、そのままの内容で継続していた。2020年以降は、不定期放送となっている。
本稿では、当番組の前身で2012年11月3日から2013年3月30日に放送されていたモーゼの道標 〜その時企業は〜（モーゼのみちしるべ そのとききぎょうは）についても詳述する。

## 概要

### モーゼの道標
2012年11月に『モーゼの道標』として番組スタート。番組は、毎回2つの企業の代表者と司保美誠一郎が対談するビジネス番組である。オープニング・2つめの企業紹介（番組中盤）・エンディングでは司保美とさとう珠緒がトークを行う（さとうは対談には参加しない）。
なお、『モーゼの道標』というタイトルは、『出エジプト記』に登場する「モーゼの奇跡」に由来している。モーゼが苦境に立たされたときのように、企業の経営者が苦境に立たされたときにどのように行動したのかなど、経営者に焦点をあてた番組である。

### ビジネスフラッシュ、ビジネスビジョン
2013年4月に、番組名を『ビジネスフラッシュ』としてリニューアル。新たに松木安太郎がレギュラーに加わった。
内容は『モーゼの道標』とほぼ同様であるが、企業代表者との対談は司保美（後に佐藤暁子と交替）と新レギュラーの松木の2人で行うようになった。引き続き、さとうは対談には参加しない（後にさとうは2014年11月で降板）。
2014年5月31日の放送を以って、一度番組は休止し、7月12日まで放送休止される。放送再開時期が全国高等学校野球選手権千葉大会中継と重なるため、再開初回と2回目（7月20日、27日）は日曜 7:30 - 8:00に変更され、本来の放送時間での再開は8月になってからである。当該期間は『温泉女子』の再放送で穴埋めされる。
2014年12月27日を以って、一旦番組終了。2015年2月7日から「2nd Stage」としてリニューアルされ、新たなMCに宮澤ミシェル、アシスタントとして菅原えりが担当する。また、対談には参加せず、エンディングのミニコーナー担当（前期のさとうと同じポジション）に齋藤綾乃が出演する。「2nd Stage」でも約1か月間の番組休止期間が2017年8月に設定された。その後、2018年4月28日に『ビジネスフラッシュ』としての放送を終了。再度、1か月間の番組休止期間を挟んで、6月より現在の『ビジネスビジョン』として放送している。
2019年12月で土曜日のレギュラー放送は終了。以後は不定期に特別編が放送されており、2020年7月 - 8月には土曜10:30-10:45に放送している。
また、当番組の特別版が以下のとおり放送されている。
- 『ビジネスフラッシュSP 治療最前線』

2014年11月15日 - 12月6日に放送（全4回）。整骨院に焦点を当てたもの。ただし、当番組のレギュラー出演者は出演しておらず、『おじゃまします市町村街かどクイズ』MCである矢野明仁がMCとして出演している。
- 『ビジネスフラッシュ 千葉ロッテマリーンズスペシャル』

2015年2月21日 - 3月14日に放送（全4回）。千葉ロッテマリーンズの鈴木大地選手が、QVCマリンフィールドに企業代表者を呼び、レギュラー放送と同様に対談を行う。鈴木選手のほかに、ホリと木村佳那子（チバテレアナウンサー）が出演している。

## 2019年当時の出演者
- 宮澤ミシェル（MC、2015年2月 - ）
- 吉年愛梨（アシスタント、2018年6月 - ）
- 小坂井祐莉絵（ミニコーナー担当、2018年6月 - ）

### 過去の出演者
過去にレギュラー放送に出演者していたもののみ記す。
- 司保美誠一郎（2012年11月 - 2014年9月、対談のメイン進行）
- さとう珠緒（2012年11月 - 2014年11月、オープニング・エンディングとミニコーナー出演のみ）
- 松木安太郎（2013年4月 - 2014年12月、対談も含めてすべてに出演）
- 佐藤暁子（2014年10月 - 12月、対談のメイン進行（司保美の後任））
- 菅原えり（アシスタント、2015年2月 - 2016年8月）
- 中川愛海（アシスタント、2016年9月 - 2017年2月）
- 小野木梨衣（アシスタント、2017年3月）
- 齋藤綾乃（ミニコーナー担当、2015年2月 - 2017年3月）
- 室照美（アシスタント、2017年4月 - 2018年4月）
- 原奈津子（ミニコーナー担当、2017年4月 - 2018年4月）

## 放送局と放送時間
| 放送対象地域 | 放送局                                       | 系列     | 放送日時                 | 備考 |
| ------------ | -------------------------------------------- | -------- | ------------------------ | --- |
| 千葉県       | 千葉テレビ放送（CTC、チバテレ） 制作局       | 独立局   | 土曜 10時30分 - 11時00分 | 2014年6月 - 7月、2015年1月、2017年8月、2018年5月は休止                                                  |
| 全国         | ワールド・ハイビジョン・チャンネル（TwellV） | 衛星放送 | 不定期放送               | 2014年2月のみ単発放送                                                                                   |
| 栃木県       | とちぎテレビ（GYT、とちテレ）                | 独立局   | 単発放送                 | 2016年9月4日に、チバテレで同年8月20日に放送したアカデミー（本社が地元宇都宮市）を取り上げた回を単発放送 |